# The Carpet Crawlers
«The Carpet Crawlers» (иногда указывается как «Carpet Crawl») — композиция британской рок-группы Genesis из шестого студийного альбома The Lamb Lies Down on Broadway (выпущен в ноябре 1974 года) и второй сингл из этого альбома, выпущенный 18 апреля 1975 года (на второй стороне помещена композиция «The Waiting Room» с того же альбома). Одна из наиболее известных песен группы, часто исполнявшаяся на концертах и вошедшая в некоторые концертные альбомы, например, Seconds Out и Live over Europe 2007. 
В 1999 году Genesis перезаписали песню с участием Питера Гэбриэла и Фила Коллинза, разделивших ведущие вокальные партии, запись была выпущена в виде сингла под названием "The Carpet Crawlers 1999" (продюсер — Тревор Хорн). На второй стороне помещены композиции «Follow You Follow Me» с альбома ...And Then There Were Three... и «Turn It On Again» с альбома Duke. Это был последний раз, когда оба певца записывались с Genesis.
В 2013 году Стив Хэккет выпустил кавер-версию этой песни с вокалом Рэя Уилсона для своего альбома Genesis Revisited II - Selected. «The Carpet Crawlers» является единственной песней Genesis, которую исполняют все трое её вокалистов.

## О композиции
Питера Гэбриэла сначала написал текст песни, после этого Майк Резерфорд и Тони Бэнкс написали последовательность аккордов для неё. Впоследствии Гэбриел вспоминал, что он провел много часов за расстроенным пианино в доме родителей своей жены Джилл в Кенсингтоне, чтобы придумать мелодию для песни.

## Участники записи
- Тони Бэнкс — ARP Pro-Soloist & RMI Electra piano (1974); keyboards and additional programming (1999)
- Фил Коллинз — drums, percussion, backing vocals (1974); co-lead vocals and programmed drums (1999)
- Питер Гэбриел — lead vocals and flute (1974); co-lead vocals and additional programming (1999)
- Стив Хэккет — electric guitar
- Майк Резерфорд — 12-string guitar, electric guitar, bass guitar, bass pedals